# Amok Time
"Amok Time" é o primeiro episódio da segunda temporada da série de ficção científica Star Trek, que foi ao ar em 15 de setembro de 1967 pela NBC. Este foi o primeiro episódio a ter Walter Koenig interpretando o navegador russo Pavel Chekov, e o primeiro a listar DeForest Kelley como Dr. McCoy nos créditos iniciais. Foi escrito pelo escritor de ficção científica Theodore Sturgeon, dirigido por Joseph Pevney e com trilha sonora de Gerald Fried.
Este episódio tem Spock retornando para seu planeta natal para um brutal ritual de casamento. É o único episódio da série original a ter cenas no planeta Vulcano.

## Enredo
Spock pede uma licença no seu planeta natal, Vulcano, depois de apresentar um comportamento irracional. Kirk e McCoy testemunham um dos acessos de Spock e o Dr. concorda que ele precisa de um tempo.
Kirk fica desconcertado com o comportamento de Spock, porém coloca a Enterprise em curso para Vulcano. Logo, todavia, Kirk recebe um sinal de prioridade com ordens para se dirigir à Altair VI para representar a Federação na cerimônia de posse do novo presidente do planeta. Kirk diz à Spock que sua licença será adiada, porém Spock secretamente faz a nave voltar para o curso de Vulcano.
Ao descobrir que o curso da nave foi alterado sem sua autorização, Kirk confronta Spock, que diz que ele não se lembra de ter mudado as ordens. Kirk o manda para a enfermaria. O Dr. McCoy descobre que a química do sangue de Spock está muito ativa e há a presença de hormônios desconhecidos. Se a condição persistir, ele irá morrer em oito dias. Spock não deseja discutir o que está acontecendo, porém Kirk exige um explicação.
Aparentemente envergonhado, Spock diz que sua condição á chamada de Pon Farr, uma síndrome que todos os vulcanos machos passam periodicamente. Durante esse período, eles devem acasalar ou morrer. Kirk contata o Almirante Komack na Frota Estelar e pde permissão para ir para Vulcano. O Almirante nega o pedido, porém Kirk ignora as ordens e coloca a nave no curso de Vulcano, argumentando que há duas outras naves estelares presentes na cerimônia.
A Enterprise chega em Vulcano, e Spock convida Kirk e McCoy para acompanhá-lo. Spock explica que os vulcanos se casam quando crianças ("menos do que um casamento, mais um noivado") com o entendimento de que eles vão cumprir esse compromisso quando adultos. Sua noiva T'Pring, prometida a ele aos 7 anos, o aguarda.
T'Pau, um membro altamente respeitada da sociedade vulcana, e conhecida por ser a única pessoa a recusar ser parte do Conselho da Federação, chega para conduzir a cerimônia. T'Pring chega acompnhada por Stonn, um vulcano de sangue puro, que obviamente é seu amante. Ela invoca kal-if-fee, seu direito de uma luta física entre Spock e Stonn, porém no lugar de Stonn, ela escolhe Kirk para ser seu campeão. Spock pede para T'Pau proibir isso, já que Kirk desconhece os costumes vulcanos, porém ela deixa o capitão decidir, dizendo que outro campeão será selecionado se ele recusar. Kirk aceita achando que ele pode deixar Spock vencer—só depois descobrindo que a luta é até a morte.
Apesar de sua condição, Spock mostra força e agilidade superior, demonstrando sua perícia com a Lirpa, uma tradicional (e mortal) arma vulcana. Kirk é enfraquecido pelo calor e fina atmosfera de Vulcano (e, apesar de não mencionado, sua gravidade mais alta). McCoy reclama, dizendo a T'Pau que Kirk está em desvantagem, e sugere injetar no capitão um composto químico para compensar; T'Pau permite. O combate continua e Spock enforca Kirk com outra tradicional arma vulcana, a Ahn'woon, ponto em que McCoy pronuncia que ele está morto e faz seu corpo ser transportado de volta para a Enterprise.
Com a batalha encerrada, Spock desiste de sua pretensão a T'Pring, mas questiona sua escolha de Kirk como campeão. Em uma demonstração de lógica que impressiona até Spock, T'Pring explica que ela não desejava ser "consorte de uma lenda", e desenvolveu uma atração mútua com Stonn. Já que o único modo legal dela se separar de Spock seria pelo kal-if-fee, e permitir que Stonn lutasse como seu campeão o colocaria em risco, então ela escolheu Kirk, sabendo que não importando o resultado ela e Stonn ficariam juntos—já que Kirk nunca a desejaria e Spock iria dispensá-la. Mesmo se Spock cumprir seus votos, ele voltaria para a Frota Estelar, "e Stonn ainda estaria aqui".
Na nave, Spock anuncia sua intenção de deixar sua comissão e se submeter as regras da Frota Estelar, para enfrentar as consequências do assassinato de Kirk. Entretanto, ele encontra seu Capitão vivo e bem, e expressa sua felicidade na frente de McCoy e Chapel. McCoy e Kirk explicam que o doutor injetou uma droga neuroparalisante no corpo do Capitão que simula morte. Spock diz que quando ele viu Kirk morto, ele perdeu todo o desejo por T'Pring. Além disso, Kirk não recebe nenhuma punição por desobedecer ordens quando a Frota Estelar retroativamente lhe dá permissão para ir a Vulcano sob o pedido de T'Pau.

## Remasterização
"Amok Time" foi remasterizado em 2006 e foi ao ar em 17 de fevereiro de 2007, como parte da remasterização de 40 anos da série original. Foi precedido na semana anterior por "The Doomsday Machine" e sucedido na semana seguinte por "The Paradise Syndrome". Além da remasterização de áudio e vídeo, e das animações computadorizadas da Enterprise que são padrão em todas as revisões, mudanças específicas incluem:
- O planeta Vulcano é agora renderizado de forma mais foto-realista com uma camada de gelo polar.
- A foto da jovem T'Pring foi alterada para que a o fundo fosse substituído por um jardim reminiscente da casa de T'Les, mãe de T'Pol, em Star Trek: Enterprise.
- Uma imagem panorâmica de Vulcano foi criada mostrando os personagens andando por um arco de pedra para o templo no topo de um pináculo, um reminiscente do templo visto em Star Trek III: The Search for Spock e Star Trek IV: The Voyage Home.
- Também, ao fundo da arena, está a cidade natal de Spock, ShiKahr, como vista no episódio "Yesterday", de Star Trek: The Animated Series.